# Lampe (Band)
Lampe ist ein deutsches Indie-Pop-Projekt des Musikers Tilman Claas.

## Geschichte
Seit 2016 tritt der Essener Tilman Claas unter dem Namen Lampe sowohl als Solokünstler als auch mit weiteren Musikern in Bandbesetzung auf. Lampe macht Indie-Pop-Musik im Lo-Fi-Sound mit deutschsprachigen Texten, die sich insbesondere durch eine Kombination von Melancholie und Humor auszeichnen.
2016 erschien die erste selbstbetitelte EP Lampe, ein Jahr später folgte die zweite EP Abbild der Normalität. Das Debütalbum Viel Potenzial wurde 2019 veröffentlicht. Lampe trat als Support-Act unter anderem für Olli Schulz und Madsen auf.
Nach der Corona-Pandemie erschien 2022 eine neue Single mit dem Titel Immer muss ich alles alleine machen. Es folgten weitere Singles und schließlich im Oktober 2024 das zweite Album Prima. Während der Tour zur Promotion des neuen Albums fanden fünf Konzerte in deutschen Städten statt, bei denen jeweils eine andere Vorgruppe auftrat, für die Lampe selbst eröffnet hatte, darunter Olli Schulz, Madsen, Das Lumpenpack, Kapelle Petra und Fortuna Ehrenfeld.

## Diskografie
Alben
- 2019: Viel Potenzial
- 2024: Prima

EPs
- 2016: Lampe
- 2017: Abbild der Normalität

Singles
- 2020: Drinnen bleiben wir
- 2022: Immer muss ich alles alleine machen
- 2024: Weltuntergangsparty
- 2024: Cute Aggression (Igel mit Socken)
- 2024: Meetings